# Korean Service Medal
Die Korean Service Medal ist eine militärische Auszeichnung der US-Streitkräfte, die auf Anweisung von Präsident Harry S. Truman am 8. November 1950 eingeführt wurde und für Soldaten bestimmt war, die beim Koreakrieg zwischen 27. Juni 1950 und 27. Juli 1954 beteiligt waren.
Die Auszeichnung wurde an Angehörige der US-Streitkräfte verliehen, die ihren Dienst in den Gebieten des Krieges samt dessen Hoheitsgewässern ableisteten. Um diese Auszeichnung zu erlangen, musste ein Soldat mindestens 30 aufeinander folgende Tage oder insgesamt mindestens 60 Tage in dem vorgeschriebenen Gebiet seinen Dienst verrichten. Das Verteidigungsministerium deklarierte 13 verschiedenen Operationen, wo diese Auszeichnung zu Tragen kommen kann. Mehrfachauszeichnungen werden mit einem Servicestern gekennzeichnet.
Die Medaille wurde nur bis 1954 vergeben, da 1961 die Armed Forces Expeditionary Medal und ab 2004 die Korea Defense Service Medal für Einsätze in Korea vorgesehen ist.
Die Farben des Ordensbandes und der Bandschnalle deuten auf den Bezug zu den Vereinten Nationen hin.